# Фабер дю Фор, Христиан Вильгельм фон
Христиан Вильгельм фон Фабер дю Фор (нем. Christian Wilhelm von Faber du Faur; 18 августа 1780, Штутгарт — 6 февраля 1857, там же) — немецкий батальный художник. В звании лейтенанта прошёл с Великой армией Наполеона всю Русскую кампанию в составе корпуса маршала М. Нея. Отец Отто Фабера дю Фора. Известен своими литографиями событий войны 1812 года.

## Биография
Христиан Вильгельм Фабер дю Фор родился 18 августа 1780 года в Штутгарте. Его предками были гугеноты, выходцы из Лангедока. Отец Христиана, Альбрехт Ахилл фон Фабер дю Фор, служил в армии Вюртемберга, достигнув чина полковника кавалерии. Мать умерла, когда мальчику исполнилось три года. Его отдали в грамматическую школу, затем отправили учиться на юриста. Изучал право в Тюбингене, с 1802 г. государственный адвокат в Штутгарте. В 1809 году добровольно поступил в армию Вюртембергского королевства (лёгкая пехота), 22 мая он был принят, а 12 июня дал присягу. 16 июня получил звание кадета, а 16 июля — младшего лейтенанта. С 19 августа — в составе Ландшарфского стрелкового батальона (нем. Landscharfschützenbattaillon). 23 апреля 1810 переведен в артиллерию. В мае 1810 г. — старший лейтенант (1 мая 1811 по другому источнику).
Во время Наполеоновской кампании 1812 года Королевство Вюртемберг выставило свой контингент войск в Великую армию. В его составе Фабер дю Фор прошёл всю военную кампанию. Служил в резервном парке во 2-й батарее пешей артиллерии 25-й Вюртембергской дивизии в 3-м корпусе маршала Нея (в конной артиллерии согласно другому источнику). На Бородинское поле прибыл 5 (17) сентября уже после сражения, был очевидцем действий отряда И. С. Дорохова на Можайском тракте. Фабер дю Фор был одним из всего лишь 100 вюртембержцев, которые вернулись в Польшу в декабре 1812, из общего числа 15 тысяч, которые приняли участие в кампании. Весной 1813 года Фабер дю Фор в чине капитана в составе наполеоновской армии сражался при Бауцене, где его тяжело ранило. 30 октября 1813 Фабер дю Фор, уже капитан второго класса, был в группе сопровождения Наполеона на приёме в доме Бетмана. Конец 1813 года и большую часть 1814 года он лечился на родине, где и приступил к работе с акварелью над своими эскизами. Тогда же Фабер женился на Марии Маргарете Бонавенуте фон Хирлингер.
25 мая 1814 Фабер — штабс-капитан. В 1815 году оказался в составе Вюртембергского контингента, мобилизованного воевать за Наполеона. После Ватерлоо продолжил военную карьеру в армии Вюртемберга. В 1817 — капитан первого класса, в 1829 — майор, в 1836 — подполковник. С декабря 1839 — полномочный посланник при союзной военной комиссии во Франкфурте, в 1840 — полковник артиллерии. С 1849 — генерал-майор. В 1851 ушёл в отставку по выслуге лет. Умер в Штутгарте 6 февраля 1857 года. Похоронен на Главном кладбище во Франкфурте-на-Майне, недалеко от портала «Altens Portal». Описание на надгробных крестах дано с символом орла, что означает, что могила Фабера дю Фора имеет статус «почётной могилы» (нем. Ehrengrab) города Франкфурта-на-Майне.

## Творчество
Христиан Вильгельм занимался рисованием с юных лет. Был ли у него профессиональный преподаватель по рисованию, неизвестно. Ещё в молодости проявился художественный талант Христиана Вильгельма: в 1807 им была иллюстрирована и опубликована серия игральных карт со сценами из пьесы Ф. Шиллера «Валленштейн». Рисунки Фабера дю Фора отличались тщательностью исполнения.
Во время военной кампании 1812 Фабер дю Фор носил с собой книгу для записей, в которую он заносил свои наброски и заметки, выполненные карандашом, чернилами и акварелью. Художник использовал каждый свободный от службы момент, чтобы
зафиксировать карандашом, или тем, что было под рукой, свои впечатления. В основном это были зарисовки русских пейзажей, солдат на привалах, переправы и марши войск, батальные сцены. Позже он дорабатывал их акварелью. Рисунки Фабера дю Фора о походе в Россию публика впервые увидела в 1816 году, а в 1827-м штутгартский издатель Христиан Аутенрит предложил их опубликовать. За 1827—1830 гг. серия рисунков Фабера дю Фора была приведена в порядок, разукрашена (общим числом около 100 акварелей), и гравирована. Кроме того, по своим эскизам Фабер дю Фор написал две картины маслом: «Переход через Березину» и «Кофейня в Вильно». В 1831 году художники Э. Эммингер, А. Гнаут, Г. Кюстнер, Баумайстер и другие приступили к литографированию рисунков, исполнив всю серию к 1843 году (1 литография, предположительно, была литографирована самим Фабером дю Фором собственноручно). В 1840-х гг. серия была издана под названием «Листы из моего портфеля, зарисованные на месте во время кампании в России». Подробные пояснения к гравюрам составил Фридрих фон Кауслер (его сослуживец) и Р. Лобауер.
Позже этот альбом неоднократно переиздавался в разных странах: в Германии, Франции, США, и России. Один экземпляр этого альбома находится в фондах Музея-панорамы «Бородинская битва». Исполненные Фабером дю Фором акварели с военными сценами находились в коллекции вюртембергского короля. Ныне вся серия акварельных рисунков, посвящённых походу в Россию, хранится в собрании Баварского музея армии (г. Ингольштадт, Германия). Сам альбом с оригинальными эскизами находится в коллекции Anne S K Brown Military Collection в Библиотеке Джона Хея в здании Брауновского университета в г. Провиденс, штат Род-Айленд, США. Некоторые эскизы хранятся в Государственном графическом собрании г. Мюнхена.

## Отзывы

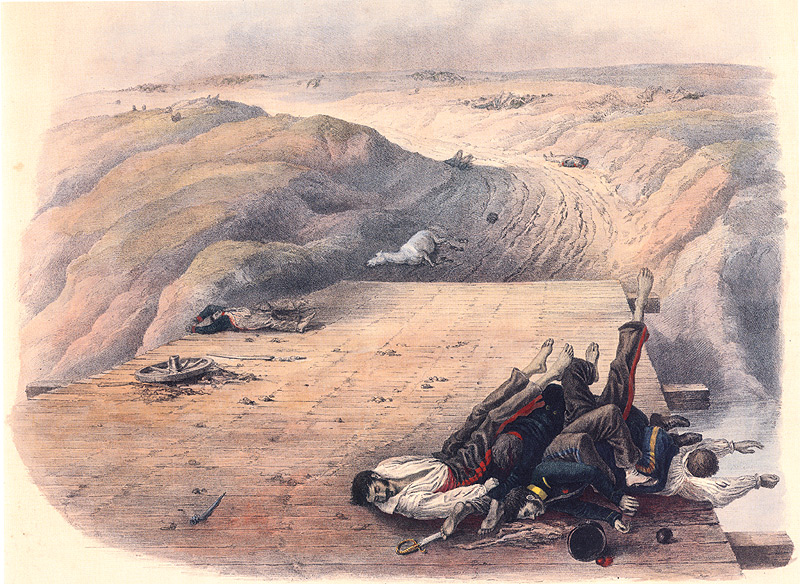
Тела погибших солдат Великой Армии Наполеона, оставленные на мосту через реку Колочь после Бородинского сражения 1812 года

В 2001 в Лондоне была издана серия рисунков Фабера дю Фора с комментариями в альбоме под названием «С Наполеоном в Россию. Иллюстрированные мемуары Фабера дю Фора. 1812» (англ. With Napoleon in Russia : the Illustrated Memoirs of Faber Du Faur, 1812), отредактированная и переведённая Джонатаном Нортом. Книга содержит мемуары автора и 93 цветных рисунка Фабера дю Фора. Это позволило широкой публике ознакомиться с произведениями художника-любителя и его впечатлениями о войне. Книга получила немало положительных отзывов от историков, интересующихся Наполеоновским периодом.
Кевин Ф. Кайли (отставной офицер морской пехоты США, выпускник Военной академии США, также получивший степень магистра военной истории в Норвичском Университете, преподаватель истории в средней школе и автор нескольких книг на военно-историческую тематику) в первом предложении своего обзора книги написал: «Есть только одно слово, которым можно описать эту монументальную работу, и это — „великолепно“» («англ. There is only one word to describe this monumental work, and that is, 'Magnificent'»). Анекдоты и рассказы Фабера историк называет захватывающими, а всю работу — «настоящим проявлением таланта». Историк замечает, что во всех 4 случаях, где изображён Наполеон, он не показан тучным. Также, рецензент обнаруживает некоторые отличия в обмундировании французской армии, отображенном Фабером, от той формы, которую традиционно приписывают ей. Кайли утверждает, что ни рисунки, ни рассказы Фабера не проявляют сдержанности, подчеркивая реалистичность авторского материала.
Пол Чемберлейн (известный американский критик Наполеоновской тематики, активно печатаемый в журналах «First Empire», «The Waterloo Journal» и т. п.) назвал это издание «одной из самых информативных книг, изданных в последние годы». По словам критика, материал отражает все аспекты кампании и жизнь солдата с точки зрения Вюртембергской Армии: «изображённые сцены показывают нам лагерную жизнь, реквизицию продовольствия у местного населения, проблемы, вызванные погодой, и вид Вюртембергской Армии и других союзных армий в действии на протяжении всей кампании» (англ. «Scenes depicted show us camp life, the requisitioning of supplies from the local populace, problems posed by the weather, and scenes of the Wurttemburg Army (and their allies) in action throughout the campaign.»).
Дигби Смит (британский военный историк, признанный автор в области Наполеоновской тематики, написавший множество книг) назвал книгу «шоу-стоппером» (англ. show-stopper — представление, спектакль, вызывающие восторг публики и прерываемые аплодисментами). В своей рецензии Смит вспоминает, как он однажды видел чёрно-белые гравюры Фабера дю Фора и «был поражён великим драматическим стилем, художественностью исполнения и точностью изображённых объектов» (англ. was at once struck by the great dramatic style, artistry and accuracy of the subjects portrayed). Критик сравнивает художника с современным военным корреспондентом:

Автор зафиксировал масштаб, драму и пафос исторической кампании в необычайно эффективной и непосредственной манере, почти в стиле камеры современного военного корреспондента
Оригинальный текст (англ.)The author has captured the scale, drama and pathos of this historic campaign in a singularly effective and immediate manner, almost with the character of a modern war correspondent`s camera

Себастьян Пэлмер (британский художник-иллюстратор, музыкант и писатель) назвал издание «книжным драгоценным камнем» и считает книгу «одним из реальных сокровищ, которые дала кампания». По словам критика, это издание Фабера дю Фора имеет явное преимущество перед аналогичным изданием Альбрехта Адама («Napoleon’s Army in Russia: The Illustrated Memoirs of Albrecht Adam, 1812», авт. Jonathan North).
Рецензируя издание уже через десяток лет после его выпуска, на 200-летие Наполеоновской кампании, Ли Б. Крофт (профессор Университета штата Аризона, США, специалист по славянской лингвистике) соглашается с другими рецензентами, что оно представляет собой «драгоценное историческое сокровище, наполненное деталями и сохраненное для потомства». Ссылаясь на рецензию Кевина Ф. Кайли, профессор ставит под сомнение его утверждение «paintings pull no punches» (означает примерно «рисунки бьют изо всех сил», «рисунки абсолютно откровенны»). Фабер не отобразил эпидемию тифа, погубившую, согласно консенсусу учёных, больше французских и русских солдат, чем боевые действия. Также, Фабер не отобразил гниющие трупы солдат на обратном пути, которые по большей части не были убраны с полей битв, и каннибализм, о котором свидетельствуют мемуары участников войны. В своей рецензии профессор подводит итог, что «не все ужасы там изображены».
В. Е. Анфилатов, искусствовед и главный специалист Бородинского военно-исторического музея-заповедника, в своей статье назвал листы альбома «непревзойденными», а художника — «совершившим своеобразный подвиг».

### Историческое значение работ Фабера дю Фора
Исследователи творчества Фабера дю Фора признают, что его работы имеют не только художественное, но и историческое значение. Дигби Смит сравнивает его с военным корреспондентом. Исследователь Г. Холланд, противопоставляя Фабера дю Фора Альбрехту Адаму, пишет о нём:

Если А. Адам превосходил в остроте передачи увиденного, в передаче формы, а также в колорите, создавая одновременно правдивые художественные образы, то рисунки и картины Фабера дю Фора более достойны внимания и благодарности, потому что имеют значение буквально документального, источникового материала для каждого историка.
Рисунки Фабера дю Фора, кроме отражения войны 1812 года, содержат сравнительно ранние изображения белорусских городов и местечек, что немаловажно для истории Беларуси. Перед выставкой, проходившей в Национальном художественном музея Республики Беларусь в 2012 году, его сотрудниками  была сделана попытка локализовать рисунки художника, то есть привязать их к местности. В ходе исследовательских работ было выяснено, что переводы некоторых названий местностей на русский язык были не верны, указывая на местности, в которых не мог оказаться Фабер дю Фор в указанное время. Большинство таких ошибок удалось устранить, и в подписи к рисункам были внесены исправления.

## Потомки
Сын и внук Фабера дю Фора, Отто и Ганс соответственно, пошли по стопам отца и тоже стали военными и батальными художниками.

## Галерея

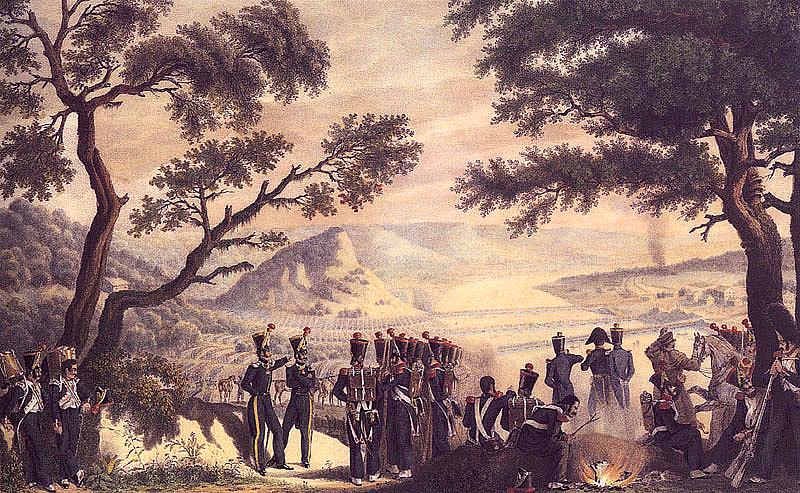
На берегу Немана 25 июня 1812
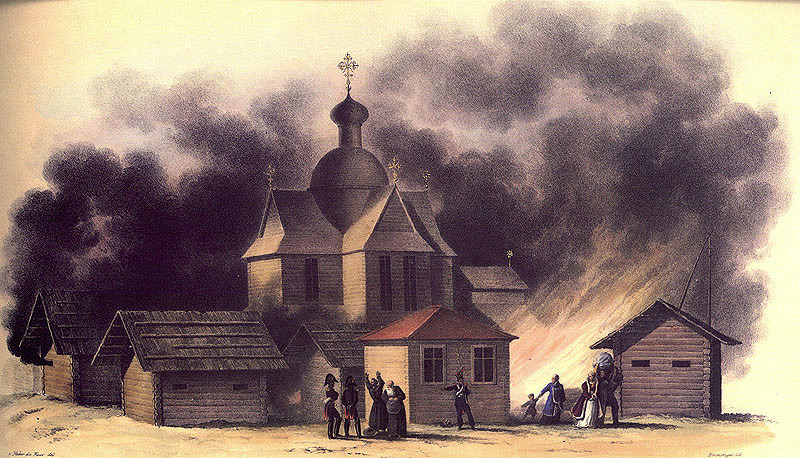
Пригороды Бешенковичей, на правом берегу реки Двины, 29 июля 1812
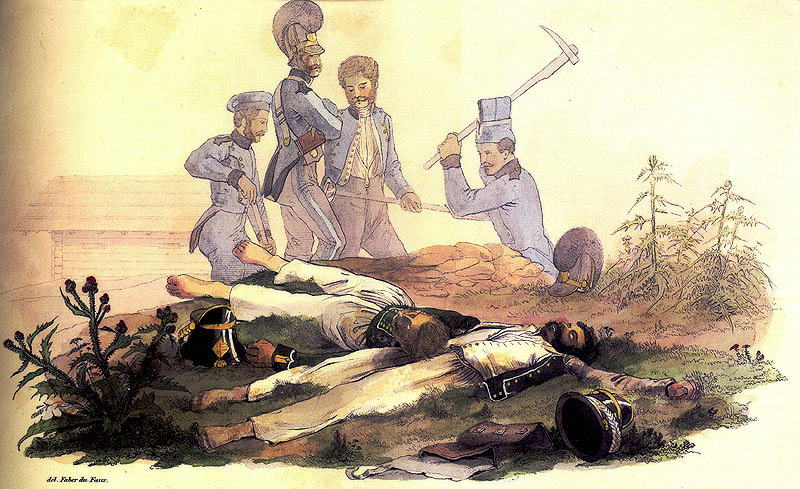
На дороге между Бешенковичами и Островно, 31 июля 1812
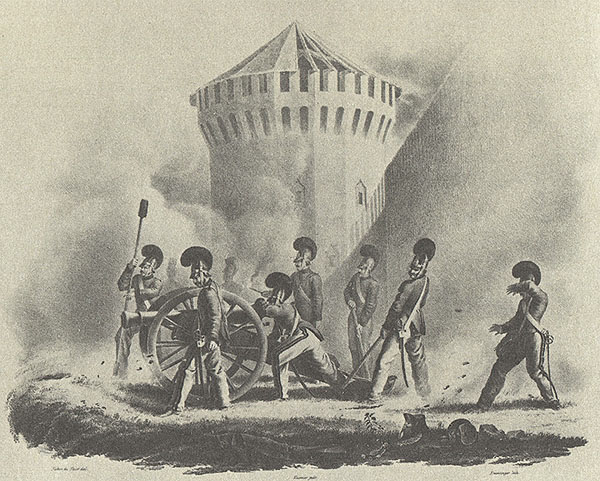
У стен Смоленска, 18 августа 1812
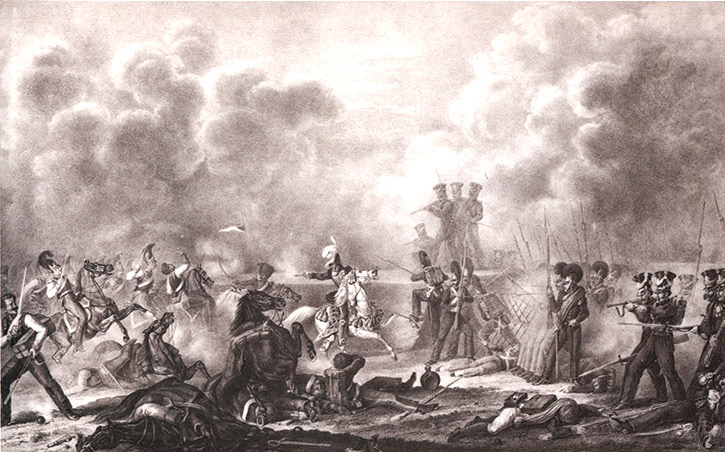
На Бородинском поле у Семеновского, 7 сентября 1812 (Бой за Багратионовы флеши. В центре Иоахим Мюрат)

## Издания автора
В 1827—1830 гг. серия рисунков Фабера дю Фора была гравирована, а в 1831-1843 гг. литографирована и затем издана под названием «Листы из моего портфеля, зарисованные на месте во время кампании в России». Подробные пояснения к гравюрам составил Ф. Кауслер (его сослуживец) и Р. Лобауер. Позже рисунки Фабера дю Фора неоднократно переиздавались.
Издания при жизни автора
- 1831-1843 — Ch.W. v. Faber du Faur. Blatter aus meinen Portefeuille, im Laufe des Feldzugs 1812. In Russland, an Ort und Stelle gezeichnet von C.W. v Faber du Faur, und mit erlaeuternden Andeutungen begleitet von F. v. Kausler.. — Stuttgart, 1831-1843. — 104 с. Архивировано 5 мая 2014 года.

Издания после смерти
- 1895 — C. G. de Faber du Faur, Armand Dayot. Campagne de Russie 1812 d'apres le Journal Illustre d'un temoin oculaire. — Paris: E. Flammarion, 1895. — 319 с. — на Google Books, на сайте РГБ
- 1897 — G. de Faber du Faur. Napoleons Feldzug in Russland 1812 : mit 106 Vollbildertafeln und 52 Textillustrationen. — Leipzig: Schmidt & Gunther, 1897. — 227 с.
- 2001 — Christian Wilhelm Von Faber Du Faur, Jonathan North. With Napoleon in Russia : the Illustrated Memoirs of Faber Du Faur, 1812. — 1st Edition. — London: Greenhill Books, 2001. — P. 208. — ISBN 1-85367-454-0.
- 2011 — Христиан Вильгельм Фабер дю Фор. Война 1812 года. Иллюстрированный дневник участника = Campagne de Russe 1812: Le journal illustre d'un temoin oculaire / Переводчик: В. Климанов. — М.: Кучково поле, 2011. — 144 с. — 2000 экз. — ISBN 978-5-9950-0163-8.

Рисунки Фабера дю Фора в российских изданиях
Некоторые рисунки Фабера дю Фора печатались в качестве иллюстраций и фотокопий во многих российских изданиях. Так, в сборнике А. В. Мезьер «Отечественная война в художественных произведениях, записках, письмах и воспоминаниях современников», изданном к столетию Отечественной войны 1812 года, был напечатан рисунок «Пожар Смоленска», а в издании «К столетию Отечественной войны 1812—1912. Выпуск 3» (сборник фотокопий с выставки, устроенной в 1909 г. в Москве в Историческом музее) были напечатаны фотокопии рисунков «У местечка Бобер, 23 ноября 1812 г.», «Влево от большой дороги в 8 верстах от Москвы, 23 сентября 1812 г.», «В окрестностях Ошмян, 4 декабря 1812 г.». В альбоме под названием «Александр I и двенадцатый год», также выпущенном к столетию Отечественной войны 1812 г., были напечатаны фото-тинто-гравюры с некоторых рисунков Фабера дю Фора. Также, серия рисунков Фабера дю Фора была напечатана Издательством Евгеньевской общины на почтовых открытках в 1911 году, а в 1975 г. рисунки Фабера дю Фора были напечатаны также на открытках издательством Советский художник. Рисунки Фабера дю Фора часто применяются в качестве иллюстраций во многих современных изданиях Наполеоновской тематики.